# 土田帆山
土田 帆山（つちだ はんざん、1918年12月15日 - 2008年2月6日）は、日本の書家、福井県越前市出身。本名は土田 修（- おさむ）。代表作は『剛』、『驪』、『春　一生青春』、『閑古錐』、『天上十分月』。地方文化功労による文部科学大臣賞を受賞。
死去直前の役職は、独立書人団参事、毎日書道展名誉会員、全日本書道連盟評議員、洗心書道会代表、若越書道会薫事、越前市書道連盟会長、武生書作家協会名誉会長、越前市文化協議会顧問、丹南芸術家協会常任顧問。

## 来歴
1940年杉本長雲に師事、高志書道会に入会。1948年文部省主催の書道講習会に福井県代表として小林抱牛（独立書人団元代表）、稲村雲洞、木村蒼岳とともに受講。徳野大空に師事　日本書作院にて秀作および特選。1951年手島右卿（「昭和の三筆」の一人）に師事。1953年毎日書道展にて秀作および毎日賞を受け、毎日書道展依嘱　独立書道展第一回展会員推挙。1954年東京教育大学に内地留学、手島右卿宅に一年間書生のように起居。
1965年『剛(ゴウ・つよくかたい)』毎日書道展初の大賞受賞　毎日新聞「時の人」欄にて現代書道、少字数作品の書家として紹介される。1991年第11回目の個展をニューヨークで開催(ソーホーのキャストアイアンギャラリーにて21日間)。1994年『彩華』(サイカ)ロサンゼルス　ハート　アート　フェスティバル書展　ポスターに採用される。
1995年『驪(り・速く長く走る馬)』第47回毎日書道展にて特別賞を受け、翌年の欧州パリ書展(毎日書道展主催)の案内状に掲載さる。1998年『春　一生青春』独立会員書展　芸術公論創刊15周年記念展にも出品。芸術公論創刊15周年記念人気作家大賞受賞。2004年『閑古錐(カンコキリ・使い古して切れなくなったキリ)』日露友好交流展プーチン大統領賞受賞。